# 张壮 (演员)
张壮（1999年7月5日—），河南人，毕业于河南省登封市嵩山少林精武院，是中国大陆知名小演员。

## 生平
2007年10月21日，由张壮、泉品子、藤本七海等主演的电影《功夫小子》在中国大陆上映。
2008年3月29日，《功夫小子》在日本上映，他出席了TBS的节目《王様のブランチ》。

## 作品
《功夫小子》